# Jane zoekt een baan
Jane zoekt een baan is een boek met tien korte verhalen geschreven door Agatha Christie. De bundel werd voor het eerst uitgegeven door Luitingh-Sijthoff in 1966. De bundel is evenals de daarop volgende bundel Het wespennest alleen op de Nederlandse markt gebracht. Alle verhalen werden eerder in de bundels The Mysterious Mr. Quin, The Listerdale Mystery, Three Blind Mice and Other Stories, The Under Dog and Other Stories en Double Sin and Other Stories uitgegeven. Ook na het verschijnen van Jane zoekt een baan zijn nog bundels in de Engelse taal verschenen.

## Verhalen
Het boek bevat vier Poirotverhalen, vier verhalen met Harley Quin, één verhaal met Miss Marple en één verhaal over een werkloze Jane Cleveland. Sinds 1992 maken drie Quin-verhalen deel uit van De geheimzinnige Mr. Quin. De andere verhalen zijn ook in de Agatha Christie vijflingenreeks opgenomen.
| Engelse titel           | Nederlandse titel       | Bundel UK                                              | Bundel USA                                | Vijfling |
| ----------------------- | ----------------------- | ------------------------------------------------------ | ----------------------------------------- | -------- |
| Jane in Search of a Job | Jane zoekt een baan     | The Listerdale Mystery (1934)                          | The Golden Ball and Other Stories (1971)  | 9e       |
| The Plymouth Express    | De Plymouth expres      | Poirot's Early Cases (1974)                            | The Under Dog and Other Stories (1951)    | 9e       |
| The Cornish Mystery     | Poirot komt te laat     | Poirot's Early Cases (1974)                            | The Under Dog and Other Stories (1951)    | 9e       |
| Strange Jest            | Het Suikeroompje        | Miss Marple's Final Cases and Two Other Stories (1979) | Three Blind Mice and Other Stories (1950) | 18e      |
| The Double Clue         | Een handvol juwelen     | Poirot's Early Cases (1974)                            | Double Sin and Other Stories (1961)       | 11e      |
| The Love Detectives     | In naam der liefde      | Problem at Pollensa Bay and Other Stories (1991)       | Three Blind Mice and Other Stories (1950) | 17e      |
| The Sign in the Sky     | Het teken aan de hemel  | The Mysterious Mr. Quin (1930)                         | The Mysterious Mr. Quin (1930)            | nee      |
| The Face of Helen       | Het gezicht van Helen   | The Mysterious Mr. Quin (1930)                         | The Mysterious Mr. Quin (1930)            | nee      |
| The Dead Harlequin      | De dode harlekijn       | The Mysterious Mr. Quin (1930)                         | The Mysterious Mr. Quin (1930)            | nee      |
| The Third Floor Flat    | Moord in het flatgebouw | Poirot's Early Cases (1974)                            | Three Blind Mice and Other Stories (1950) | 16e      |